# HE 0107-5240
HE0107-5240是一顆金屬量極端貧乏的第二星族恆星，距離地球大約36,000光年，質量大約是太陽的80%。它是在我們的銀河系內已知極度貧金屬的恆星，金屬量[Fe/H]=-5.2 +/- 0.2；也就是說，他的金屬量只有太陽的20萬分之一。因為他的金屬量非常的低，因此相信它是在非常早期形成的第二星族星。如果真是這樣，它必然十分老，年齡可能高達130億歲。但是因為他仍含有金屬，所以不會是第一代的恆星(理論中的第三星族星)，第二代及之后的恒星形成于被之前恒星以超新星爆发的形式而增丰的星际介质中。 超新星爆发将宇宙大爆炸形成的氫、氦和鋰转化成為較重的碳、氧和其他金屬元素。
這顆恆星相較於早期宇宙的其它恆星是非常小的，估算它的年齡：大質量的恆星會很快的死亡，有助於解釋這顆恆星為何如此之小。它也可能是聯星系中的一部分
。
HE0107-5240是被德國漢堡大學的Norbert Christlieb和他的合作者在漢堡/歐洲太空總署的暗類星體調查計畫中，使用1米的ESO史密特望遠鏡發現的。接著使用賽丁泉天文台2.3米的先進巡天望遠鏡和安裝在智利的歐洲南方天文台高分辨率光譜儀，並且使用了VLT的一個單元。在2005年，继这颗在漢堡/歐洲南方天文台巡天的鐵豐度第二小的恆星([Fe/H]=-5.4)后，另一顆金属丰度更低的HE1327-2326也是在這個計畫中被發現的。

## 外部連結
- SIMBAD-Entry (SIMBAD)
- Hamburg/ESO survey (Christlieb+, 2008)（页面存档备份，存于）
- Relic Star Found, Pointing Way to Dawn of Time (Space.com)
- VLT UVES Observes Most Metal-Deficient Star Known (歐洲南方天文台)
- he0107-5240（页面存档备份，存于）